# Kouniakary
Kouniakary of Koniakary is een stad (commune urbaine) en gemeente (commune) in de regio Kayes in Mali. De gemeente telt 8100 inwoners (2009).